# Bournand
 Bournand  [buʁnɑ̃] ist eine französische Gemeinde mit 929 Einwohnern (Stand 1. Januar 2022) im Département Vienne in der Region Nouvelle-Aquitaine; sie gehört zum Arrondissement Châtellerault und zum Kanton Loudun.

## Bevölkerungsentwicklung
| Jahr      | 1962 | 1968 | 1975 | 1982 | 1990 | 1999 | 2007 |
| Einwohner | 650  | 730  | 670  | 633  | 645  | 641  | 647  |

## Sehenswürdigkeiten

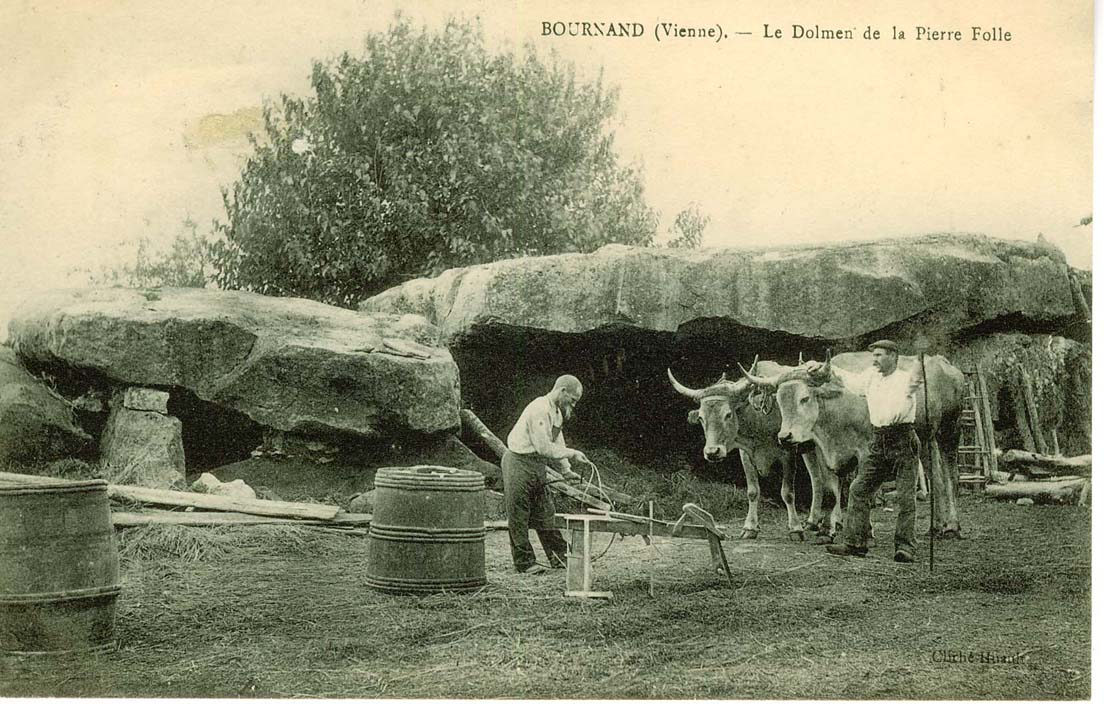
Dolmen de La Pierre-Folle

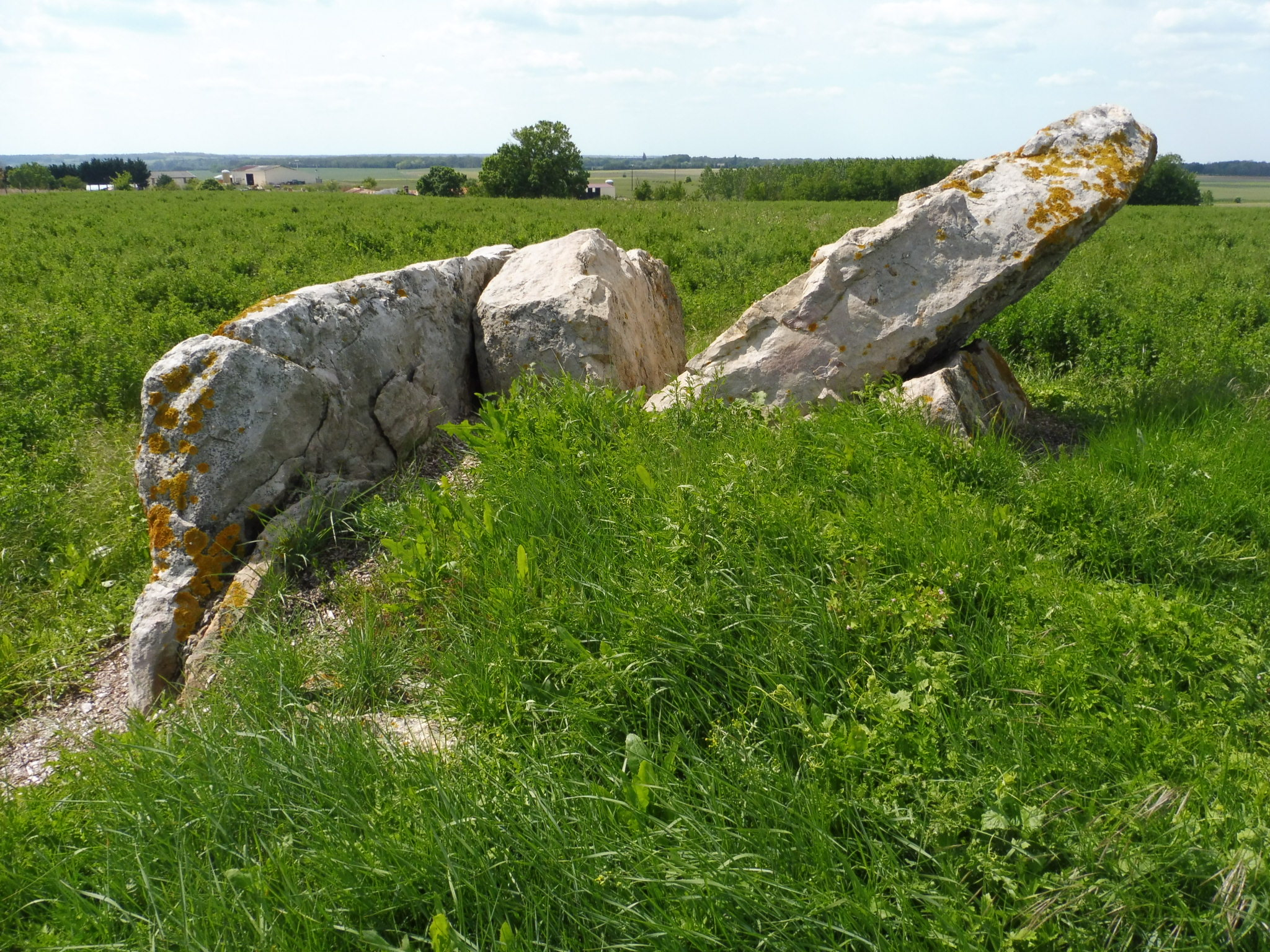
Dolmen d'Epennes

- Komturei Les Moulins der Tempelritter (Monument historique seit 1963)
- Dolmen von Épennes
- Butte de Saint-Drémont
- Dolmen de la Pierre Folle (Monument historique seit 1889, auf privatem Grundstück)
- Schloss Verrières (Monument historique seit 1931)